# 阿哈德·宾特·阿卜杜拉
賽義達阿哈德·賓特·阿卜杜拉·本·哈馬德·布賽義迪耶（阿拉伯语：السيدة الجليلة عهد بنت عبدالله بن حمد البوسعيدية，1970年4月4日—），阿曼王室成員、阿曼蘇丹海賽姆·本·塔里克·阿勒賽義德的妻子。

## 傳記
阿哈德是賽義德阿卜杜拉·本·哈馬德·布賽義迪的女兒，阿卜杜拉是前司法、瓦合甫、伊斯蘭事務副部長和穆桑代姆省省長。她是阿曼布賽義德王朝第一位統治者艾哈邁德·本·賽義德·布賽義迪的後裔。

## 頭銜與榮譽
- 尊敬的賽義達阿哈德·阿卜杜拉·哈馬德·布赛义迪蘇丹夫人殿下（Her Highness the Honourable Lady Sayyida Ahad Bint Abdullah Bin Hamad Al Busaidiyah）[4]

### 外国勋章奖章
- 比利时
  -  利奧波德二世勳章大十字級女爵士（英语：Order of Leopold II）（2025年5月6日授予）[5]